# Episiphon subtorquatum
Episiphon subtorquatum är en blötdjursart som först beskrevs av Fischer 1871.  Episiphon subtorquatum ingår i släktet Episiphon och familjen Gadilinidae. Inga underarter finns listade i Catalogue of Life.